# Eddie O'Sullivan
Pour les articles homonymes, voir O'Sullivan.
Pas d'image ? Cliquez ici

a Compétitions nationales et continentales officielles uniquement.

Dernière mise à jour le 01 décembre 2015.
Eddie O'Sullivan, né le 21 novembre 1958 à Youghal, dans le Comté de Cork, dans la république d'Irlande, est l'ancien entraîneur de rugby à XV de l'équipe d'Irlande.
Il a été entraîneur en chef du Biarritz olympique de 2014 à 2015.

## Parcours
O'Sullivan jouait au rugby à XV pour le fameux Garryowen Football Club pendant les années 1970 et 1980, tout en enseignant l'éducation physique, les maths, et la science à Mountbellow, dans le Comté de Galway. 

### Début de carrière d'entraîneur
Il devint entraîneur dans un petit club de Galway avant d'être engagé comme technicien pour le développement du rugby par la Irish Rugby Football Union. Il assume cette mission technique tout en entraînant Blackrock College (en), (d'abord comme entraîneur adjoint, ensuite comme entraîneur principal de l'équipe) Connacht et l'Équipe d'Irlande de rugby à XV des moins de 21 ans. Cette dernière gagne en 1996 la triple couronne, l'emportant sur l'Angleterre de Clive Woodward. 
N'obtenant pas de poste plus important en Irlande, O'Sullivan part pour les États-Unis pour diriger l'Équipe des États-Unis de rugby à XV. Il est ensuite engagé comme entraîneur adjoint de l'équipe d'Irlande en 1999, et en 2001 après le départ de Warren Gatland, il devient l'entraîneur principal de l'équipe.

### L'équipe d'Irlande
Après avoir terminé troisième du Tournoi des Six Nations en 2002, l'Irlande d'Eddie O'Sullivan obtient la deuxième place en 2003, en perdant seulement le Grand Chelem lors du dernier match contre l'Angleterre. Lors  de la Coupe du monde de rugby 2003 son équipe est défaite contre la France en quart de finale. 
L'Irlande obtient encore la deuxième place lors du Tournoi 2004 perdant le grand chelem contre la France cette fois. 
C'est la favorite du Tournoi 2005 et l'équipe d'O'Sullivan glisse à la 3e place avec des défaites contre le Pays de Galles. En 2006 un mauvais début de match contre la France coûte à Eddie O'Sullivan son premier tournoi et son premier Grand Chelem.
Connu pour son style décontracté, O'Sullivan présente un bilan de trois triples couronnes et une Coupe du monde de rugby 2003 honorable. Cependant des commentateurs de rugby à XV critiquent ces résultats, car il a eu une des plus brillantes lignes arrières au monde à sa disposition sans aucune victoire finale.
L'Irlande obtient encore la deuxième place lors du Tournoi 2007 perdant le Grand Chelem contre la France. Après 2006, elle obtient une nouvelle fois une Triple Couronne. 

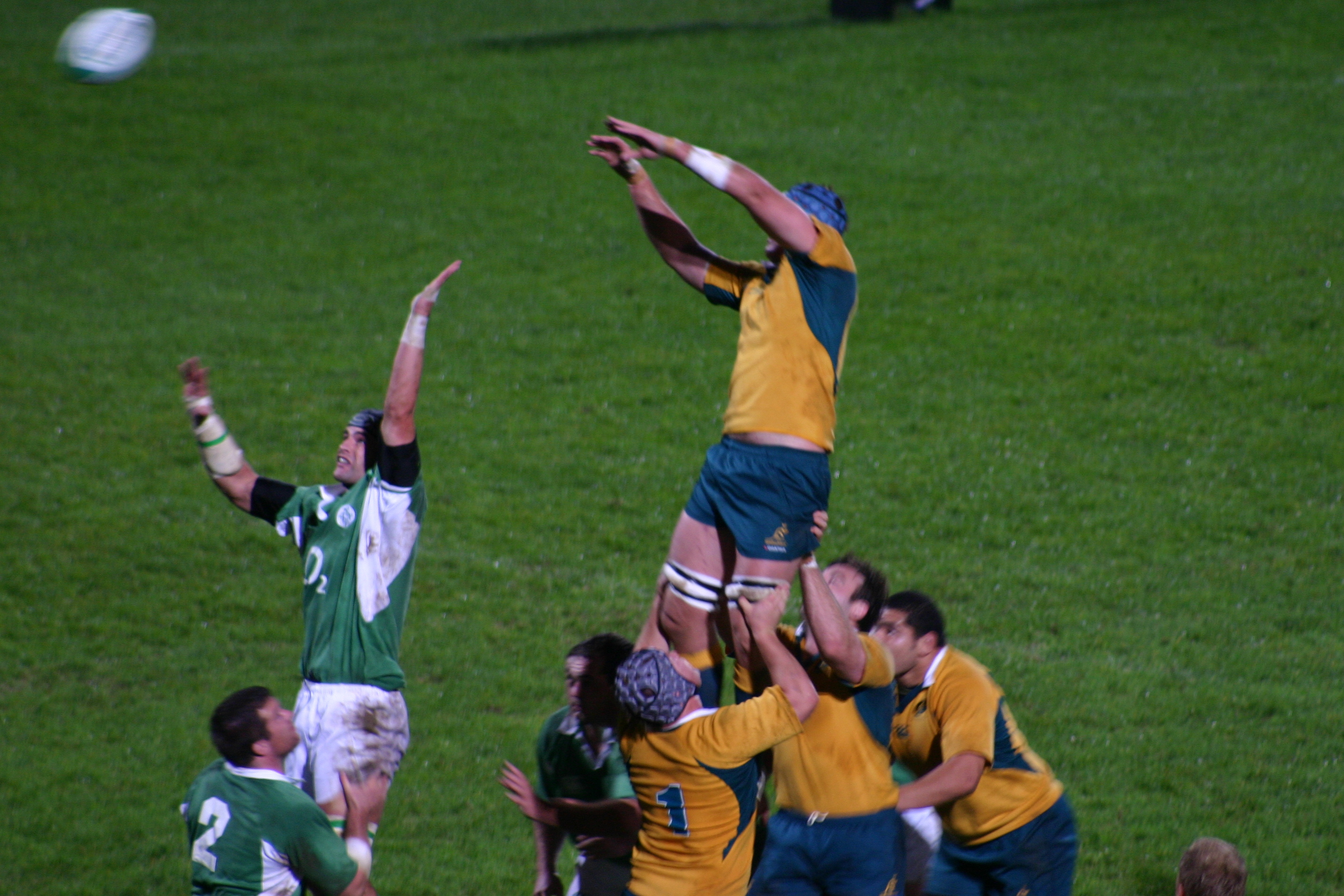
Irlande - Australie

Brian O'Driscoll, Ronan O'Gara, Girvan Dempsey, Peter Stringer et les avants Malcolm O'Kelly, Paul O'Connell, font partie de cette équipe qui a réalisé trois Triples Couronnes en quatre années. Cependant, elle n'a pas gagné le Tournoi. 
L'Irlande entame la Coupe du monde de rugby 2007 avec des ambitions. Elle occupe l'une des six premières places du classement mondial. Le 9 septembre 2007, les Irlandais battent la Namibie 32-17, sans convaincre. Ils battent par la suite la Géorgie 14-10, avant de perdre leurs illusions contre la France et l'Argentine pour finir 3e de la poule D et éliminés.
À l'issue de la coupe du monde, la confiance à Eddie O'Sullivan est maintenue et il est confirmé dans son poste jusqu'en 2011. Mais après un tournoi des six nations 2008 raté (4e après trois défaites contre la France, le Pays de Galles et l'Angleterre), il démissionne.

### Après l'Irlande
De début 2009 jusqu'en 2011, il entraîne l'équipe de rugby des États-Unis avec pour objectif la coupe du monde 2011.
En 2014, O'Sullivan rejoint le Biarritz olympique en tant qu'entraîneur principal à la suite de la relégation du club en Pro D2. En septembre 2015, il est démis de ses fonctions à la suite de mauvais résultats. Il rompt finalement son contrat avec le club à l'amiable quelques semaines plus tard.

## Palmarès
- Triple couronne (3) : 2004, 2006 et 2007
- Millennium Trophy (4) : 2004, 2005, 2006 et 2007
- Centenary Quaich (7) : 2002, 2003, 2004, 2005, 2006, 2007 et 2008

### Bilan de sélectionneur
| Année | Sélection  | Tournoi      | Poste         | Classement IRB à la fin de l'année | Tournoi | Coupe du Monde             |
| ----- | ---------- | ------------ | ------------- | ---------------------------------- | ------- | -------------------------- |
| 1999  | Irlande    | Cinq Nations | Adjoint       | -                                  | 4e      | Éliminé en barrages        |
| 2000  | Irlande    | Six Nations  | Adjoint       | -                                  | 3e      | -                          |
| 2001  | Irlande    | Six Nations  | Adjoint       | -                                  | 2e      | -                          |
| 2002  | Irlande    | Six Nations  | Sélectionneur | -                                  | 3e      | -                          |
| 2003  | Irlande    | Six Nations  | Sélectionneur | 6e                                 | 2e      | Éliminé en quart-de-finale |
| 2004  | Irlande    | Six Nations  | Sélectionneur | 6e                                 | 2e      | -                          |
| 2005  | Irlande    | Six Nations  | Sélectionneur | 7e                                 | 3e      | -                          |
| 2006  | Irlande    | Six Nations  | Sélectionneur | 5e                                 | 2e      | -                          |
| 2007  | Irlande    | Six Nations  | Sélectionneur | 7e                                 | 2e      | Éliminé en poule           |
| 2008  | Irlande    | Six Nations  | Sélectionneur | 8e (à son départ-mars 2008)        | 4e      | -                          |
| 2009  | États-Unis | -            | Sélectionneur | 16e                                | -       | -                          |
| 2010  | États-Unis | -            | Sélectionneur | 16e                                | -       | -                          |
| 2011  | États-Unis | -            | Sélectionneur | 17e                                | -       | Éliminé en poule           |

### Bilan d'entraîneur
| Saison      | Club               | Division | Poste                | Classement | Coupe d'Europe | Challenge Européen |
| ----------- | ------------------ | -------- | -------------------- | ---------- | -------------- | ------------------ |
| 2014 - 2015 | Biarritz olympique | PRO D2   | Entraîneur principal | 7e         | -              | -                  |